# Topol pri Begunjah
Topol pri Begunjah este o localitate din comuna Cerknica, Slovenia, cu o populație de 85 de locuitori.